# Anna (unidad monetaria)
Antigua unidad monetaria india equivalente a la dieciseisava parte de una rupia. Dejó de utilizarse a partir de la decimalización de 1957.

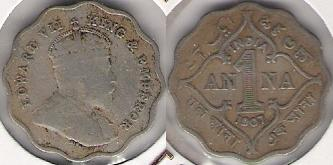
Moneda de un anna de la India británica, emitida en 1907.

El sistema de la India imperial británica, seguido también inmediatamente después de la independencia tanto por Pakistán como por la República de la India era inicialmente:
| 3 pie =     | 1 pice  |
| 4 pice =    | 1 anna  |
| 16 annas =  | 1 rupia |
| 15 rupias = | 1 mohur |

Sin embargo el mohur no fue utilizado tras la independencia, y sólo Pakistán emitió pies.
El anna también se utilizó en otros países influidos por la India. En Omán hasta la decimalización de 1970 el anna se dividía en cuatro baisa y 200 baisa constituían un rial.
- Datos: Q17370
- Multimedia: Anna (coins) / Q17370